# Ел Ал
Ел Ал Израел ерлајнс (хебр. אל על) је национална и највећа авио-компанија Израела, са седиштем у Тел Авиву на Аеродрому Бен Гурион, одакле саобраћа на редовним међународним и карго линијама до Азије, Африке, Европе и Северне Америке, а такође и на домаћим летовима до Еилата. Авио-компанија лети до 38 дестинација на 4 континента.

## Историја
Септембра 1948. године, први председник Израела, Чаим Веизман, је путовао на конференцију у Женеву. Због ембарга према Израелу те године било је немогуће да се врати владиним авионом. Један C-54 војни авион је био префарбан у боје компаније Ел Ал и са додатним резервоарима за бензин, авион је оспособљен за лет без прекида од Женеве до Израела где је после лета авион враћен војсци.
Авио-компанија је настала као израелска званична национална авио-компанија 15. новембра 1948. године. Први авион је слетео на Аеродром Лод 3. априла 1949. године. Авио-компанија је обавила свој први редовни међународни лет 31. јула 1949. године из Тел Авива преко Рима за Париз. До краја 1949. године, авио-компанија је превозила путнике до Лондона и Јоханезбурга.
Ел Ал је такође 1950. основала своју карго компанију, која је на почетку користила бивше војне авионе Ц-46. Са летовима за САД је почела 1950, а убрзо је установљена и редовна линија. Од почетка је авио-компанија покушала да задржи јеврејску традицију. Тако тадашњи премијер Израела, Давид Бен Гурион није успео да формира коалицију са религиозним партијама све док није обећао да Ел Ал неће летети на Шабат и да ће служити само кошер храну.

## Послови и идентитет компаније

### Штаб
Седиште Ел Ал-а се налази на територији аеродрома Бен Гурион у Централном округу, у близини Лода. Ел Ал је 2022. најавио да ће преселити своје седиште у САД из Њујорка у Мајами.

### Операције
Током 2005. авио-компанија је превезла 3,5 милиона путника, што је пораст са 3,2 милиона у 2004. и 2,8 милиона у 2003. 60% путника авио-компаније су Израелци. У 2006. години, Ел Ал је забележио губитак од 44,6 милиона долара на приходима од 1,665 милијарди долара. Компанија се суочава са четири тужбе, од којих су две одобрене као групне тужбе, које су могле да коштају компанију 176,2 милиона долара. Ел Ал троши 100 милиона долара годишње да би се ускладио са мерама безбедности авио-компанија које захтева израелска безбедносна служба Шабак. Почетком 2007. Ел Ал је отворио нову чекаоницу Кинг Давид на аеродрому Шарл де Гол у Паризу. Нове чекаонице на аеродрому Хитроу у Лондону и међународном аеродрому Џон Ф. Кенеди такође су отворене крајем 2007.
Ел Ал је 2007. године уложио милијарду нових израелских шекела у куповину два нова авиона Боинг 777 који су укључивали ажурирану налепницу Ел Ал. Авион је опремљен унапређеним седиштима са подесивим наслонима за главу и ноге. Свако седиште је опремљено системом за забаву са екраном осетљивим на додир. Први авион, назван „Сдерот“, завршио је свој први лет из Њујорка за Тел Авив 26. јула 2007. Други, „Кирјат Шмона“, испоручен је крајем августа 2007.
Након што је Федерална управа за ваздухопловство Сједињених Америчких Држава у фебруару 2009. снизила оцену безбедности у ваздухопловству Израела на 2, члан ИАТА је упозорио Ел Ал, као и конкурентске авио-компаније Аркиа и IsraAir, да се могу појавити на европској црној листи забрањених превозника. Гjора Ром, шеф Управе за цивилно ваздухопловство Израела, одговорио је на тврдњу, рекавши: „У блиском смо контакту са Европљанима“. Додао је: „Не знам око чега је гужва. Чудна је е-пошта Европљана. Чинимо све што можемо да побољшамо безбедност“. Европска унија тек треба да да званичну изјаву о овом питању. Ел Ал користи Амадеус ЦРС систем за резервације, инвентар, чекирање и онлајн резервације. У новембру 2012, федерална управа за ваздухопловство (ФАА) Сједињених Држава вратила је Израелу рејтинг у категорију 1.

## Религија и Ел Ал
Ел Ал и данас служи јеврејским путницима кошер оброке. На дуголинијским летовима, путничке молитве се обављају у задњем делу авиона. Ел Ал не лети на Шабат, без обзира на финансијске губитке. Око 20-30% путника су велики јеврејски верници. Новембра 2006. године штрајк међу аеродромским радницима је приморао Ел Ал да пусти неколико летова на Шабат ради смањивања гужве на аеродрому  http://www.luchtzak.be/modules.php?name=News&file=article&sid=13148]. Недостаје или је празан параметар |title= (помоћ) Архивирано на веб-сајту  (27. септембар 2007). Због тога су Хареди Јевреји започели бојкот. Ел Ал је 5. јануара 2007. године потписала споразум са Харедима да неће летети на Шабат  http://www.luchtzak.be/modules.php?name=News&file=article&sid=13353]. Недостаје или је празан параметар |title= (помоћ) Архивирано на веб-сајту  (27. септембар 2007).

## Флота
| Тип             | Тотал | Седишта             | Дестинације                           | Напомена |
| --------------- | ----- | ------------------- | ------------------------------------- | --- |
| Боинг 737-800   | 17    | 142 (16J/126Y)      | Домаће линије, Европа                 | 4X-EKA, 4X-EKB, 4X-EKC, 4X-EKI, 4X-EKO, 4X-EKP, 4X-EKT, 4X-EKJ, 4X-EKK, 4X-EKH, 4X-EKF, 4X-EKO,, 4X-EKP, 4X-EKS, 4X-EKU, 4X-EKM, 4X-EKR |
| Боинг 737-900ER | 8     | 172 (16J/156Y)      | Домаће линије, Европа                 | 4X-EHA, 4X-EHB, 4X-EHC, 4X-EHD, 4X-EHE, 4X-EHF, 4X-EHH, 4X-EHI                                                                          |
| Боинг 777-200ЕР | 6     | 283 (12F/35J/232Y)  | Северна Америка, Далеки исток, Лондон | 4X-ECA, 4X-ECB, 4X-ECC, 4X-ECD, 4X-ECE, 4X-ECF                                                                                          |
| Боинг 787-8     | 3     | 238 (20J/35Y+/183Y) | Северна Америка, Далеки исток, Европа | 4X-ERA, 4X-ERB, 4X-ERC, 4X-ERD |
| Боинг 787-9     | 12    | 282 (32J/28Y+/222Y) | Северна Америка, Далеки исток, Европа | 4X-EDA, 4X-EDB, 4X-EDC, 4X-EDD, 4X-EDE, 4X-EDF, 4X-EDH, 4X-EDI, 4X-EDJ,4X-EDK,4X-EDL,4X-EDM                                             |